# 国道263号
国道263号（こくどう263ごう）は、福岡県福岡市城南区から佐賀県佐賀市に至る一般国道である。

## 概要
福岡市の市街地の西部、城南区の荒江交差点を起点とし、旧早良町域を通り、福岡・佐賀県境の三瀬峠を越えて佐賀市域に入り、旧三瀬村・大和町を抜け、佐賀市中心市街地の北部にあるSAGAアリーナ前交差点が終点で、概ね南北に延びている。
県庁所在地である福岡市と佐賀市を直接つなぐ国道である。しかし、三瀬峠とその前後は脊振山地を越えるため車線こそ2車線であるが、急勾配と急カーブが連続し、かつてはローリング族が多かった。三瀬峠のバイパス道路として、三瀬トンネル有料道路が供用されている。

### 路線データ
一般国道の路線を指定する政令に基づく起終点および重要な経過地は次のとおり。
- 起点：福岡市（城南区[注釈 1]、荒江交差点 = 国道202号交点）
- 終点：佐賀市（SAGAアリーナ前交差点 = 国道34号交点、国道203号終点、国道264号・国道323号起点）
- 重要な経過地：佐賀県佐賀郡大和町[注釈 3]
- 総延長 : 57.7 km（福岡市 21.4 km、佐賀県 36.2 km）重用延長を含む。[2][注釈 4]
- 重用延長 : 0.0 km（福岡市 0.0 km、佐賀県 - km）[2][注釈 4]
- 未供用延長 : なし[2][注釈 4]
- 実延長 : 57.6 km（福岡市 21.4 km、佐賀県 36.2 km）[2][注釈 4]
  - 現道 : 52.5 km（福岡市 21.4 km、佐賀県 31.2 km）[2][注釈 4]
  - 旧道 : 5.1 km（福岡市 - km、佐賀県 5.1 km）[2][注釈 4]
  - 新道 : なし[2][注釈 4]
- 指定区間：なし[3]

## 歴史
- 1963年（昭和38年）4月1日 - 二級国道263号福岡佐賀線（福岡県福岡市 - 佐賀県佐賀市）として指定。
- 1965年（昭和40年）4月1日 - 一般国道263号となる。
- 1970年（昭和45年）10月5日 - 全面開通。

## 路線状況

### 愛称
- 早良街道（福岡市道路愛称）
- 国体通り（佐賀市）[4]
- サンライズストリート（佐賀市）[5]

### 重複区間
- 国道323号（佐賀県佐賀市大和町大字梅野 - 佐賀市日の出1丁目・SAGAアリーナ前交差点（終点））

### バイパス
- 三瀬トンネル有料道路 - 三瀬峠付近での冬季交通規制や急カーブ・急勾配を解消するために建設された。1986年（昭和61年）にトンネル部分、2008年（平成20年）に福岡側のループ橋部分が供用開始された。歩行者は無料で通行可能であるが、トンネル以外に歩道は無い。軽車両以上は有料である。料金徴収期間は2030年2月までの予定。佐賀県道路公社が管理している。
- 佐賀市大和町の肥前国庁前交差点から佐賀市高木瀬町の佐賀工場団地交差点までの区間はバイパスが整備されており、重複している。

### 道路施設

#### トンネル
起点から
- 福岡県
  - 曲渕トンネル：延長252 m、1977年（昭和52年）竣工、福岡市早良区
  - 三瀬トンネル：延長2,407 m、1986年（昭和61年）竣工、福岡市早良区 - 佐賀県佐賀市（三瀬トンネル有料道路区間）

#### 道の駅
- 佐賀県
  - 大和（佐賀市）

### 交通量
2005年度（平成17年度道路交通センサスより）
| 地点                               | 台数   |
| ---------------------------------- | ------ |
| 福岡市早良区大字飯場               | 08,089 |
| 佐賀市三瀬村大字三瀬字岸高2851     | 09,678 |
| 佐賀市大和町尼寺佐賀外環状線高架下 | 28,123 |

## 地理

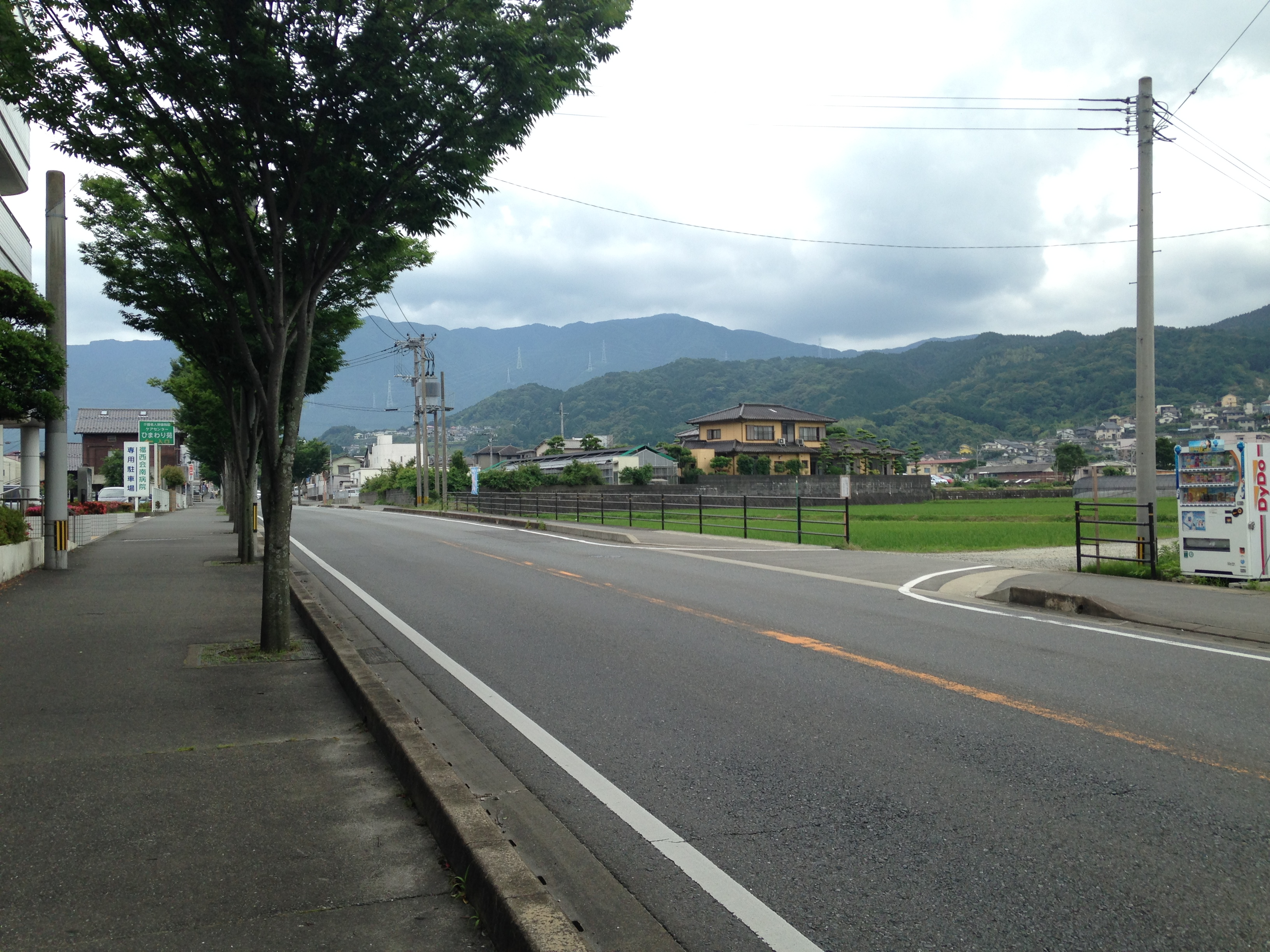
早良区早良。奥は脊振山地方面

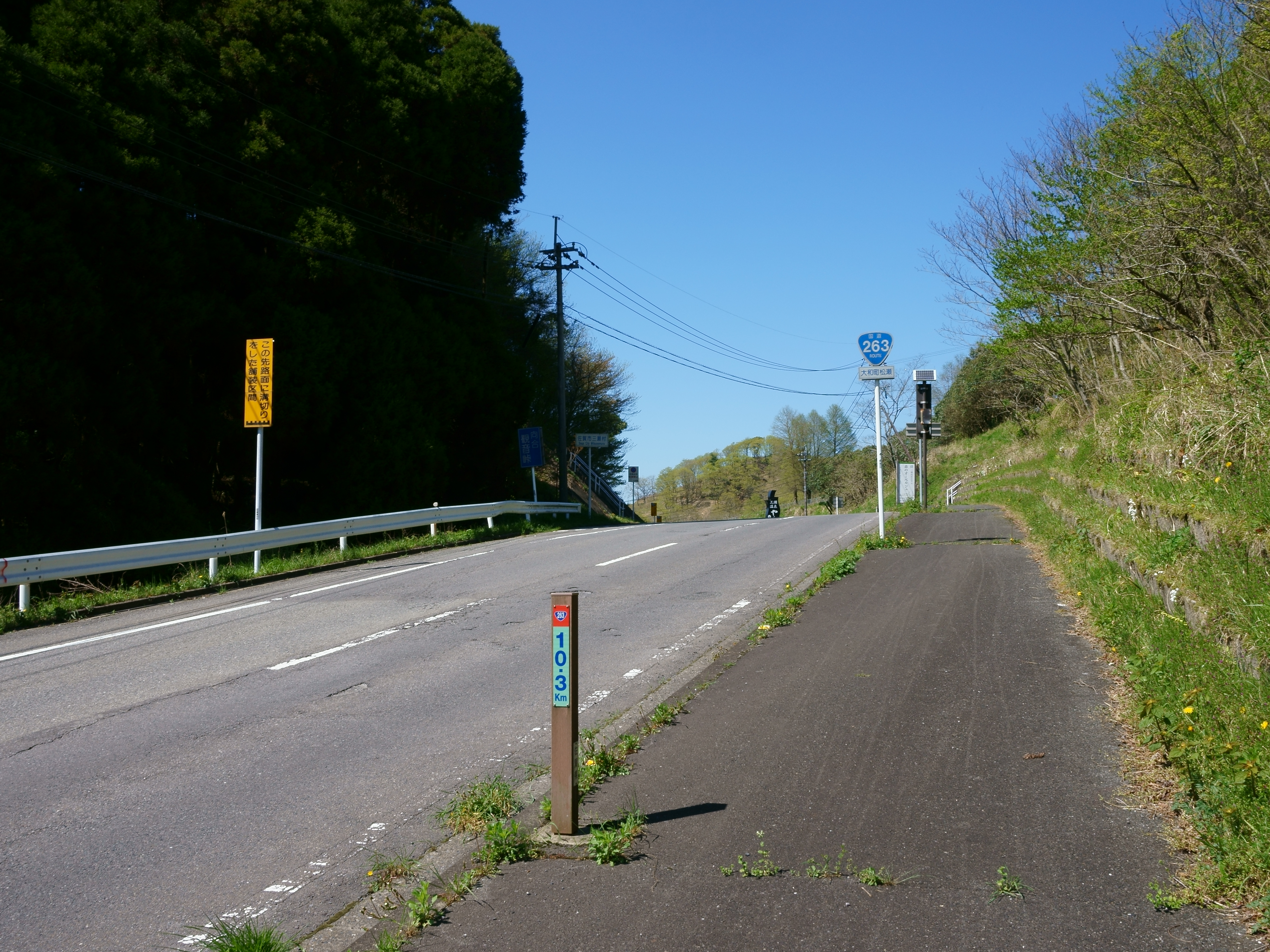
佐賀市大和町松瀬・三瀬村杠の向合峠（観音峠）から福岡方面

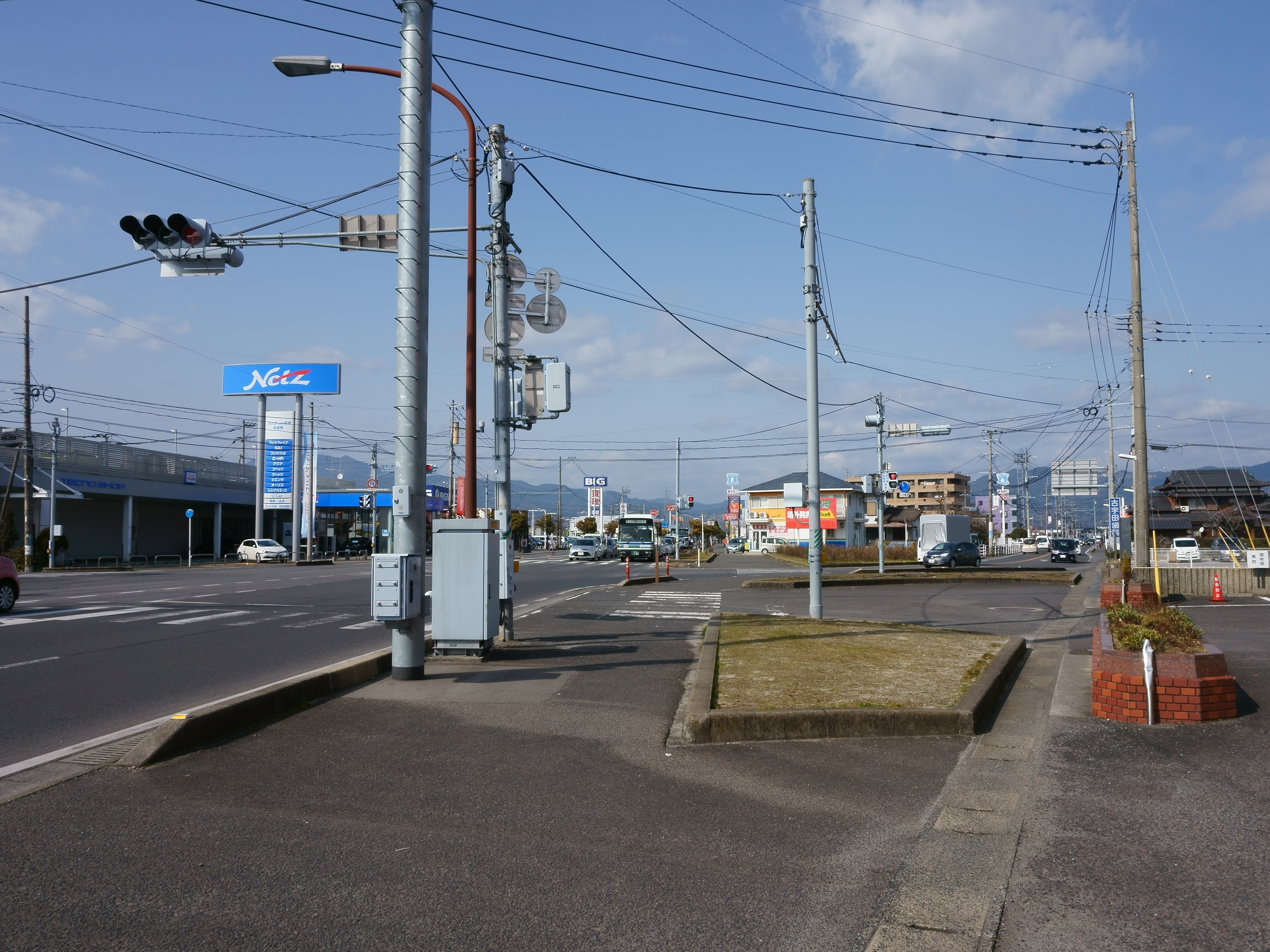
佐賀市高木瀬町から福岡方面。中央がバイパス、右が旧道。

### 通過する自治体
- 福岡県
  - 福岡市（城南区 - 早良区）
- 佐賀県
  - 佐賀市

### 交差する道路
| 交差する道路                                                  | 都道府県名 | 市町村名 | 市町村名 | 交差する場所               | 交差する場所                |
| ------------------------------------------------------------- | ---------- | -------- | -------- | -------------------------- | --------------------------- |
| 国道202号 / 今宿新道・別府橋通り 福岡県道559号原東警固線 重複 | 福岡県     | 福岡市   | 城南区   | 荒江1丁目                  | 荒江交差点 / 起点           |
| 国道202号 / 今宿新道・別府橋通り 福岡県道559号原東警固線 重複 | 福岡県     | 福岡市   | 早良区   | 荒江2丁目                  | 荒江交差点 / 起点           |
| 福岡市道清水干隈線 / 福大通り                                 | 福岡県     | 福岡市   | 城南区   | 干隈1丁目                  | 干隈三差路交差点            |
| 福岡市道清水干隈線 / 福大通り                                 | 福岡県     | 福岡市   | 早良区   | 干隈3丁目                  | 干隈三差路交差点            |
| 国道202号 / 福岡外環状道路                                    | 福岡県     | 福岡市   | 早良区   | 野芥1丁目                  | 野芥口交差点                |
| 福岡県道49号大野城二丈線                                      | 福岡県     | 福岡市   | 早良区   | 野芥1丁目                  | 野芥交差点                  |
| 福岡県道136号入部中原停車場線・佐賀県道136号早良中原停車場線  | 福岡県     | 福岡市   | 早良区   | 東入部8丁目                | 早良平尾交差点              |
| 福岡県道558号内野次郎丸弥生線 / 旧早良街道                    | 福岡県     | 福岡市   | 早良区   | 早良6丁目                  | 内野交差点                  |
| 福岡県道56号福岡早良大野城線 重複区間起点                     | 福岡県     | 福岡市   | 早良区   | 早良6丁目                  | 内野大橋交差点              |
| 福岡県道56号福岡早良大野城線 重複区間終点 / 旧三瀬街道        | 福岡県     | 福岡市   | 早良区   | 大字曲渕                   | 曲渕小入口交差点            |
| 三瀬トンネル有料道路（2期）                                   | 福岡県     | 福岡市   | 早良区   | 大字曲渕                   |                             |
| 三瀬トンネル有料道路                                          | 佐賀県     | 佐賀市   | 佐賀市   | 三瀬村三瀬                 |                             |
| 佐賀県道299号三瀬栗並線                                       | 佐賀県     | 佐賀市   | 佐賀市   | 富士町大字下合瀬           |                             |
| 佐賀県道275号松尾湯の原線                                     | 佐賀県     | 佐賀市   | 佐賀市   | 三瀬村杠                   |                             |
| 佐賀県道46号中原三瀬線                                        | 佐賀県     | 佐賀市   | 佐賀市   | 三瀬村三瀬                 | 三瀬郵便局前交差点          |
| 佐賀県道39号富士三瀬線                                        | 佐賀県     | 佐賀市   | 佐賀市   | 三瀬村藤原                 |                             |
| 佐賀県道21号三瀬神埼線                                        | 佐賀県     | 佐賀市   | 佐賀市   | 三瀬村藤原                 | 池田交差点                  |
| 佐賀県道209号広滝大和富士線                                   | 佐賀県     | 佐賀市   | 佐賀市   | 大和町大字松瀬             | 三反田（さんただ）交差点    |
| 国道323号 重複区間起点                                        | 佐賀県     | 佐賀市   | 佐賀市   | 大和町大字梅野             |                             |
| E34 長崎自動車道                                              | 佐賀県     | 佐賀市   | 佐賀市   | 大和町大字久池井（くちい） | 3 佐賀大和IC                |
| 国道263号 / 旧道                                              | 佐賀県     | 佐賀市   | 佐賀市   | 大和町大字久池井           | 肥前国庁前交差点            |
| 佐賀県道48号佐賀外環状線                                      | 佐賀県     | 佐賀市   | 佐賀市   | 大和町大字尼寺             | 尼寺南小路交差点            |
| 国道263号 / 旧道                                              | 佐賀県     | 佐賀市   | 佐賀市   | 高木瀬町大字長瀬           | 佐賀工場団地交差点          |
| 佐賀県道31号佐賀川久保鳥栖線                                  | 佐賀県     | 佐賀市   | 佐賀市   | 高木瀬東2丁目              | 下高木交差点                |
| 国道34号 国道203号 国道264号 国道323号 重複区間終点           | 佐賀県     | 佐賀市   | 佐賀市   | 日の出1丁目                | SAGAアリーナ前交差点 / 終点 |

### 沿線

#### 福岡市
城南区の北側にある荒江交差点が起点で、概ね南南西に延びている。同交差点から東西方向には国道202号が通り、北方向には福岡市道西新荒江線が西新方面に延びている。住宅や商店などが建ち並ぶ北行2車線・南行1,2車線の区間を通る。城南郵便局を左手に見て早良区に入り野芥口交差点で福岡外環状道路と交差し、野芥交差点では福岡県道49号大野城二丈線と交差する。福岡市道西新荒江線と起点の荒江交差点からこの野芥交差点までの区間は早良街道という愛称が付けられている。
野芥交差点以南も引き続き住宅・商業地の中を南南西に進む。途中、西鉄バス早良自動車営業所と早良区役所入部出張所を過ぎると真南に向きを変え、住宅がやや少なくなる。早良平尾交差点で福岡県道136号入部中原停車場線・佐賀県道136号早良中原停車場線が左側に分岐し、当道路はやや右にカーブし、すぐに室見川を大井手橋で越える。そこから2 kmほど進み住宅地の内野・陽光台地区を通る。
陽光台地区を過ぎると再び南南西に向きを変え、住宅が少なくなる。そして間もなく今度は右にカーブして西北西に向きを変え、脊振山地の山間部に入り上り坂となる。トンネルを抜け曲渕ダムを右手に見、曲渕集落を抜け再び南南西に向きを変えると三瀬峠の峠越え区間となる。三瀬峠にはループ橋とトンネルで構成される三瀬トンネル有料道路（やまびこロード）が通っているが、旧道は急勾配とヘアピンカーブが連続する。三瀬峠が福岡・佐賀両県の県境となっており、峠を越えて（三瀬トンネル有料道路はトンネル内で）佐賀市に入る。

#### 佐賀市
佐賀市三瀬村に入り、三瀬トンネル有料道路と旧道の合流点を過ぎると間もなく佐賀市役所三瀬支所や佐賀市立小中一貫校三瀬校などがある三瀬村の中心地域を通る。当道路に沿ってはいないが三瀬村の中心から西側に行くと北山ダムがある。三瀬村の中心から南進し、三瀬ルベール牧場 どんぐり村を過ぎると向合峠を越え佐賀市大和町に入る。向合峠から南側は急勾配となっており、福岡方面には登坂車線が設置されている。
松瀬地区を過ぎると嘉瀬川を右手に見ながら川沿いに進む。川向こうでは国道323号が並行している。南東に向きを変え、道の駅大和と川上峡を通り、脊振山地を抜けて佐賀平野に入ると沿線は住宅地・商業地に一変する。長崎自動車道をくぐり佐賀大和IC・肥前国庁跡・佐賀県立高志館高等学校・佐賀市役所大和支所・イオンモール佐賀大和を経てSAGAサンライズパークと独立行政法人国立病院機構佐賀病院のあるSAGAアリーナ前交差点が終点となる。SAGAアリーナ前交差点から東西方向には国道34号が延びており、南側は国道264号であり佐賀市中心部に向かう。

### 峠
起点から
- 福岡県
  - 三瀬峠（福岡市早良区 - 佐賀県佐賀市）
- 佐賀県
  - 向合峠（佐賀市）